# Klaus Rother (Mediziner)
Klaus Rother (* 1. März 1926 in Wittstock/Dosse; † 16. Januar 2016) war ein deutscher Mediziner sowie Immunologe und Serologe.

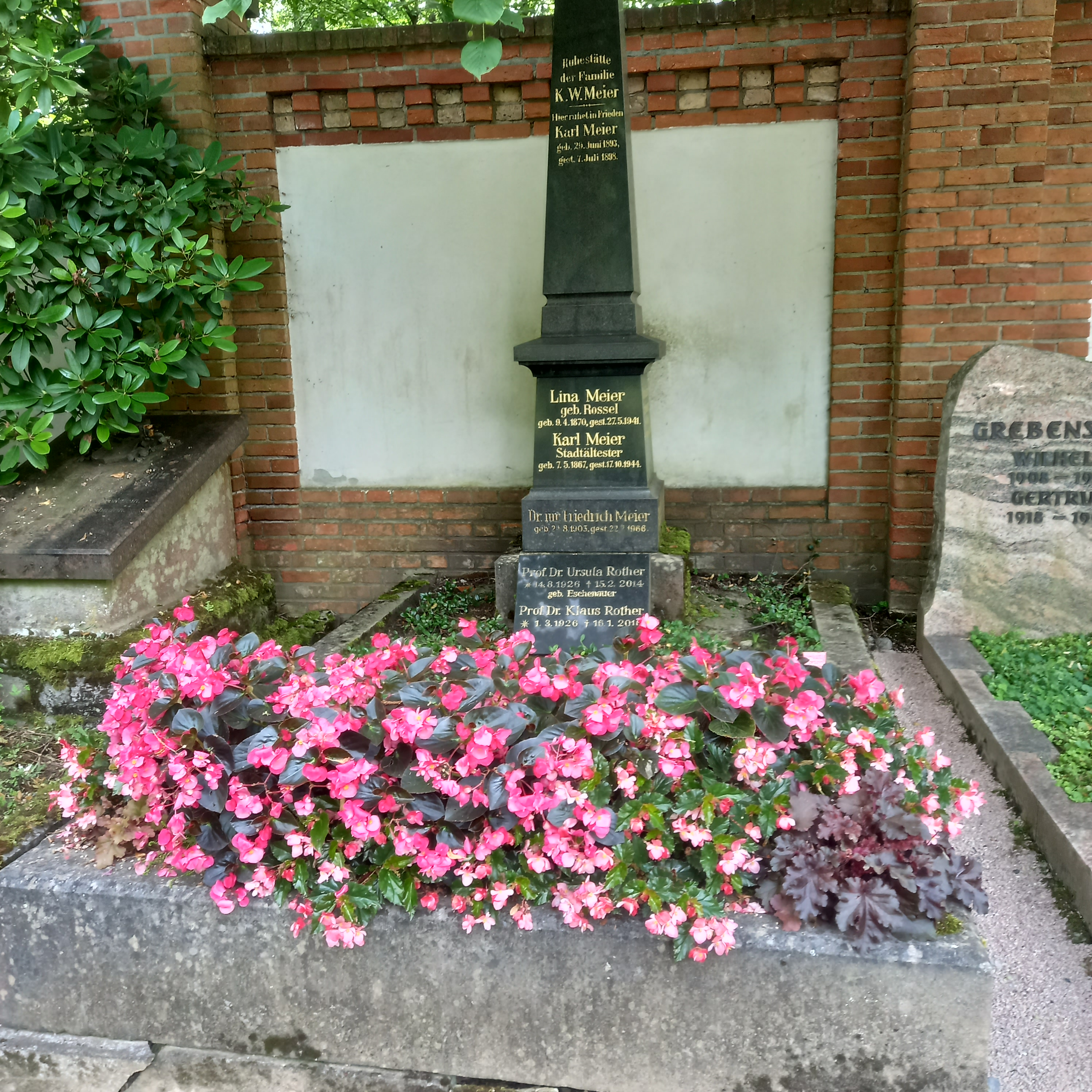
Das Grab von Klaus Rother und seiner Ehefrau, der Immunologin Ursula geborene Eschenauer, auf dem Nordfriedhof (Wiesbaden)

## Leben
In den Kriegstagen 1944 legte Rother, Sohn des Buchhändlers Oswald und Hedwig, geb. Rendel, sein Abitur am Gymnasium in Wittstock/Dosse ab. Er studierte Medizin in Mainz, Berlin und Freiburg. In Freiburg wurde er im Corps Rhenania aktiv. Mit einer Arbeit über Nierenbeckenentzündungen wurde er 1952 zum Dr. med. promoviert und lehrte als Privatdozent an der Universität Freiburg. Von 1957 bis 1959 und 1961 bis 1968 war er zusammen mit seiner Frau Ursula Rother, einer Professorin für Immunologie, in den USA an Forschungsprojekten bei Leon und Pillemer in Cleveland beteiligt. Er war zunächst Visiting Professor, ab 1963 Associate Professor für Pathologie an der New York University School of Medicine. Nach seiner Rückkehr 1967/68 war er zunächst am Max-Planck-Institut für Immunbiologie und Epigenetik in Freiburg tätig. 
1971 erhielt er einen Ruf auf die Professur für Allgemeine Immunologie an die Ruprecht-Karls-Universität Heidelberg. Das von ihm begründete Institut für Immunologie am Universitätsklinikum Heidelberg verband die Immunhämatologie mit der modernen Immunologie und war mit über 200 Mitarbeitern führendes Institut auf internationaler Ebene. Er war Prodekan (1972–1979), Prorektor (1980–1982) der Universität Heidelberg und Vorstandsmitglied des Universitätsklinikums Heidelberg (1986–1989). Er hatte Gastprofessuren in Adelaide (Australien), Wuhan (China) und Sao Paulo (Brasilien) inne. 1994 wurde er emeritiert.
Rother war langjähriger Präsident der Deutschen Gesellschaft für Immunologie. Er war Mitglied zahlreicher Organisationen, darunter der Robert-Koch-Stiftung. Er war selbst Stifter der Bernd-Rendel-Stiftung in der DSZ Deutsches Stiftungszentrum und Stifterverband.

## Ehrungen und Auszeichnungen
- Aufnahme in die New York Academy of Sciences (1964)
- Bundesverdienstkreuz am Bande des Verdienstordens der Bundesrepublik Deutschland (1986)
- Ehrenmitglied der Deutschen Gesellschaft für Allergologie und klinische Immunologie DGAKI (1987)
- Ehrenmitglied der Deutschen Gesellschaft für Immunologie DGfI (1993)
- Goldmedaille des European Complement Network ECN (1997)
- Karl-Hansen-Medaille (1999)
- Ehrenmitglied des Collegium Internationale Allergologicum CIA
- Ehrenmedaille der Stadt Wittstock/Dosse (2012)[6]
- Ehrenmitglied des Corps Rhenania Freiburg